# 601

## Nașteri
- dată necunoscută: Bāṇabhaṭṭa  (d. ?)
- dată necunoscută: Thrasimund I de Spoleto  (d. 703)
- dată necunoscută: Corvulus de Friuli  (d. 706)
- dată necunoscută: Ferdulf de Friuli  (d. 705)
- dată necunoscută: Ado de Friuli  (d. 700)

## Decese
- dată necunoscută: Ariulf de Spoleto  (n. ?)
- dată necunoscută: Gundeberga  (n. 591)
- dată necunoscută: Grigore de Ravenna  (n. ?)